# دادلی سیمپسون
دادلی سیمپسون (انگلیسی: Dudley Simpson؛ ‏ ۴ اکتبر ۱۹۲۲ – ۴ نوامبر ۲۰۱۷) آهنگساز، رهبر ارکستر و موسیقی‌دان اهل استرالیا بود.
از فیلم‌ها یا مجموعه‌های تلویزیونی که وی در آن‌ها نقش داشته‌است، می‌توان به هدف اشاره نمود.